# Colpotrochia azoba
Colpotrochia azoba là một loài tò vò trong họ Ichneumonidae.